# Pig Walking
Pig Walking (em tradução livre, Porca Caminhando) é um filme mudo britânico em curta-metragem, realizado em 1887 pelo inventor e fotógrafo Eadweard Muybridge, parte de seu estudo à respeito do movimento. Atualmente, pode ser visualizado pelo YouTube, encontrando-se em domínio público pela data em que foi realizado. 
Não se trata de um filme como entendemos hoje, mas de uma sequência de fotografias dispostas de forma a criar a impressão de movimento.

## Sinopse
Como o título indica, traz uma série de imagens fotográficas mostrando uma grande porca se movimentando. São duas séries de fotos, sendo uma tirada de frente, e a outra de lado.

## Ligações externas

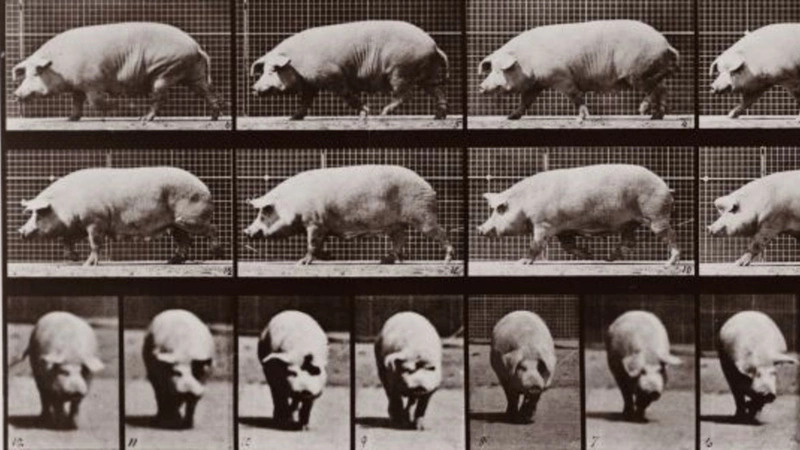
Uma das sequências fotográficas que compõem Pig Walking